# Фудзімі (Ґумма)
Фудзімі (яп. 富士見村, ふじみむら, фудзімі мура ) — село в Японії, у центрально-східній частині префектури Ґумма.
5 травня 2009 року село увійшло до складу міста Маебасі.